# Luka Drašković
Luka Drašković, spominje se iza Jurja Draškovića. Otac je Bartola.